# Politie Rotterdam-Rijnmond

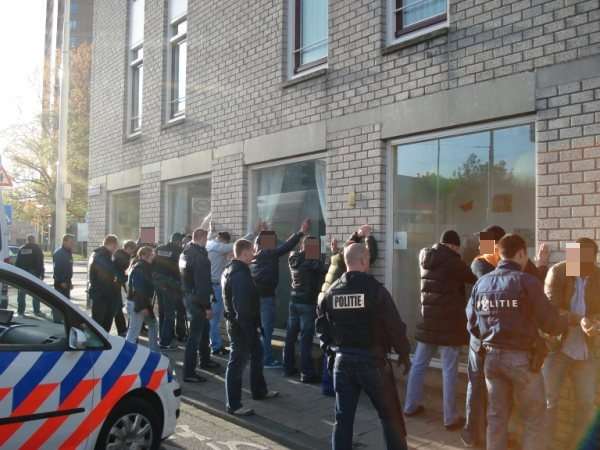
Actie politie Rotterdam-Rijnmond

De voormalige politieregio Rotterdam-Rijnmond was 860 km2 groot met in totaal ongeveer 1.250.000 inwoners. De sterkte van het regiokorps bedroeg ongeveer 6000 man. Met deze omvang was de regio, na Amsterdam-Amstelland, de tweede regio in Nederland.
Bij de invoering van de Nationale Politie op 1 januari 2013 is Rotterdam-Rijnmond samengevoegd met het korps Zuid-Holland-Zuid tot de Regionale Eenheid Rotterdam, een van de tien regionale eenheden.

## Leiding
- Korpschef
- Burgemeester van Rotterdam
- Hoofdofficier van Justitie

## Organisatie
De regio was opgedeeld in gebiedsgebonden units en ondersteunende diensten.

### Gebiedsgebonden units

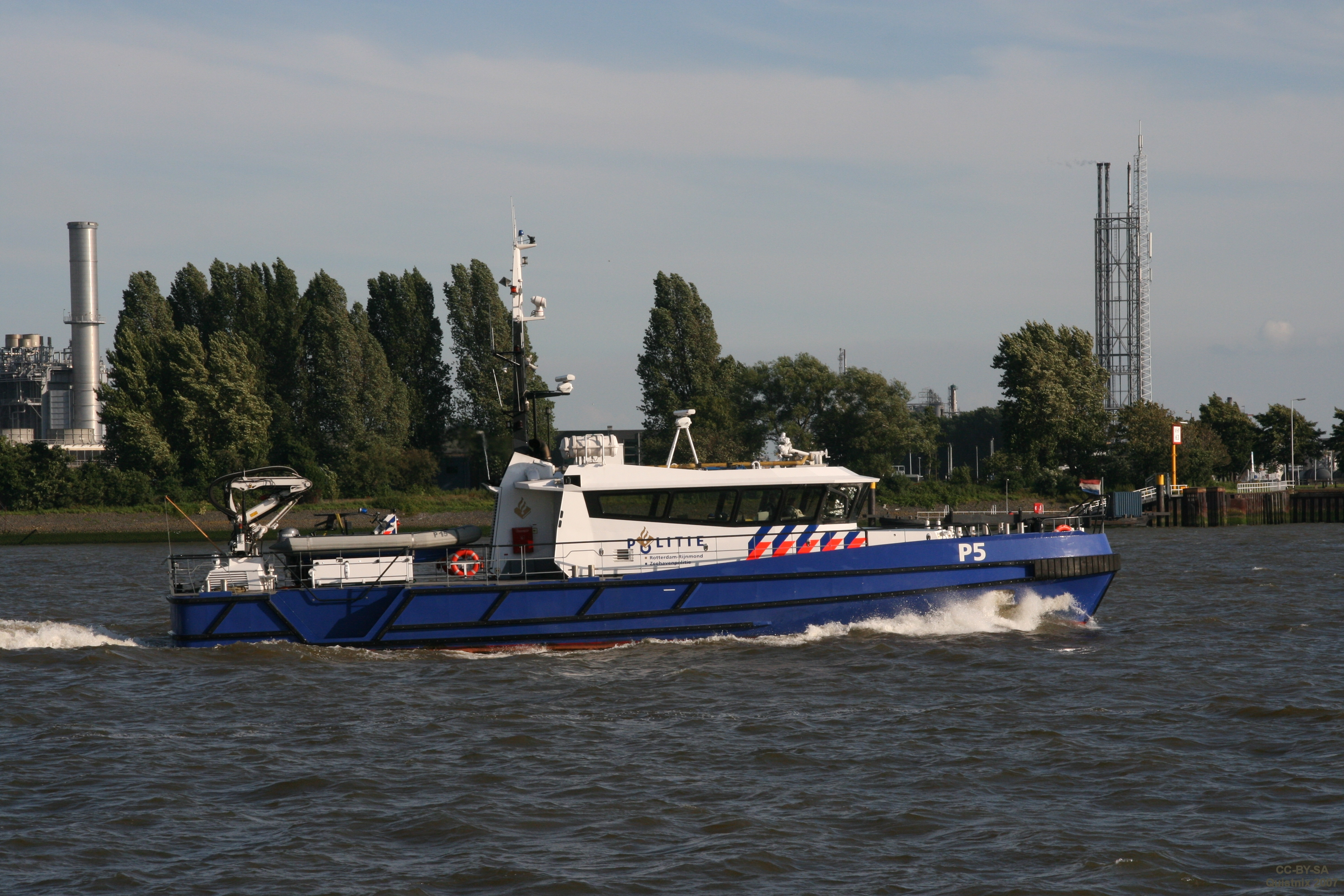
Politieboot van de Zeehavenpolitie in 2007

- District Waterweg-Noord
- District Rotterdam-West
- District Rotterdam-Centrum
- District Noord
- District Oost
- District Feijenoord-Ridderster
- District Zuid
- District De Eilanden

### Ondersteunende diensten
Naast de districten kende de regio een viertal regionaal werkende ondersteunende diensten:
- Zeehavenpolitie
- Regionale Recherche Dienst (RRD)
- Executieve Ondersteuning (EXO)
- Regionale Informatie Organisatie (RIO)